# Nägelstedt
Nägelstedt ist ein Ortsteil der Kurstadt Bad Langensalza im Unstrut-Hainich-Kreis in Thüringen (Deutschland).

## Geographie
Nägelstedt liegt 6,5 km von der Kernstadt entfernt am Tor zum Unstruttal.

## Geschichte

Nägelstedt auf einer Karte von 1801

Im Jahre 977 wird der Ort erstmals als „Negelstete“ erwähnt. Um 1200 hatten bereits die Herren von Döllstedt im Ort Besitz aufzuweisen. 1222 erwarb der Deutsche Orden, Ballei Thüringen in Nägelstedt einen Gutshof mit Patronatsrecht über die St.-Georg-Kirche. Der Orden festigte seine Stellung in der Region durch Ausbau dieser Besitzung zum Komturhof Nägelstedt. Der Komturhof wurde Verwaltungsmittelpunkt für eine Anzahl von Orten im Umkreis von zwanzig Kilometern. Der Orden saß bis zur Aufhebung 1809 in Nägelstedt.
Im Bauernkrieg wurden das von freien, wohlhabenden Bauern bewohnte (westliche) Oberdorf und seine St.-Michael-Kirche zerstört (wie auch die Georgenkirche). Noch 1540, als anlässlich der Einführung der Reformation eine Visitation stattfand, wurden Michaeliskirche und deren Pfarrhof als ruinös befunden. Im 16./17. Jahrhundert wurde die Michaelskirche wieder aufgebaut.
Der Ort gehörte bis 1815 zum kursächsischen Amt Langensalza und nach seiner Abtretung an Preußen von 1816 bis 1944 zum Landkreis Langensalza in der Provinz Sachsen.
Nägelstedt wurde am 1. Juli 1993 nach Bad Langensalza eingemeindet. 2015 lebten 694 Personen im Ort.

## Ortsteilbürgermeister
Der Ortsteilbürgermeister von Nägelstedt ist Torsten Wronowski.

## Kultur und Sehenswürdigkeiten

### Bauwerke
- Im östlichen Ortsbereich, dem früheren Unterdorf, befindet sich die St.-Georg-Kirche. Sie diente auch dem Deutschen Ritterorden als Gotteshaus und stammt aus dem 13. Jahrhundert.
- Die St. Michael steht im westlichen, früheren Oberdorf. 1482 fiel auch diese Kirche an den Deutschen Orden. Eine erste, holzgebaute Kirche am Ort soll es bereits um 800 nach der Christianisierung durch Bonifatius gegeben haben. Am Aufgang zur Kirche befindet sich das Denkmal für die gefallenen und vermissten Soldaten beider Weltkriege aus dem Ort.
- Der Schieferhof Nägelstedt wurde 1565 von Hans von Germar, dem Landkomtur der Deutschordensballei Thüringen erbaut.

### Sonstiges
- Nordöstlich des Straßenabzweigs nach Sundhausen und Großvargula fand man bei Bauarbeiten eine bandkeramische Siedlungsgrube mit Keramik und Tierknochen sowie menschlichen Knochenresten. Man vermutete kultischen Kannibalismus.[4]
- Am Ortsausgang in östlicher Richtung beginnt das Wander- und Naturschutzgebiet Unstruttal zwischen Nägelstedt und Großvargula, gesäumt von geschützten Blumen, wie dem gelben Adonisröschen.

### Fotogalerie

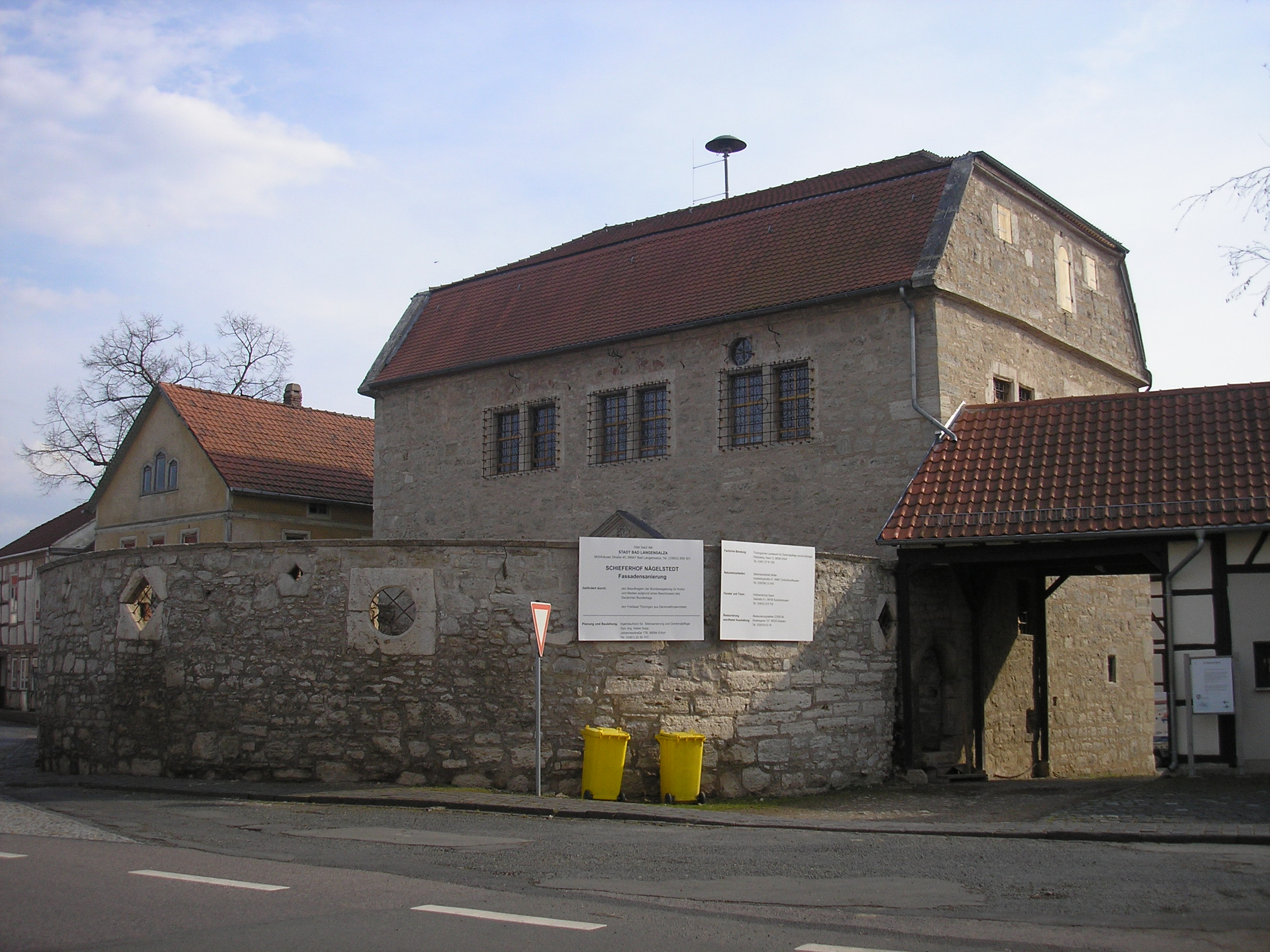
Der Schieferhof im Ortskern
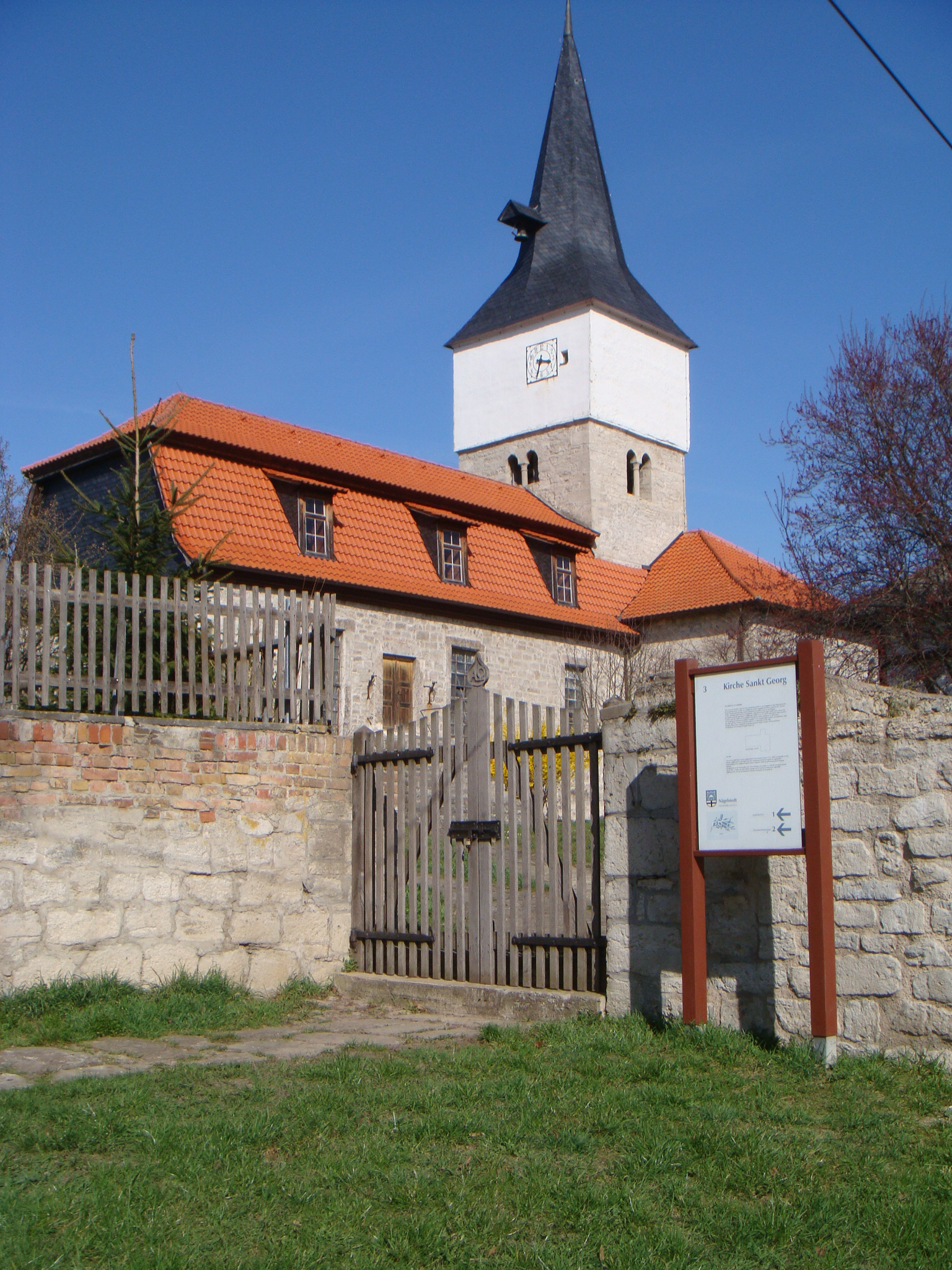
Evangelische St.-Georg-Kirche
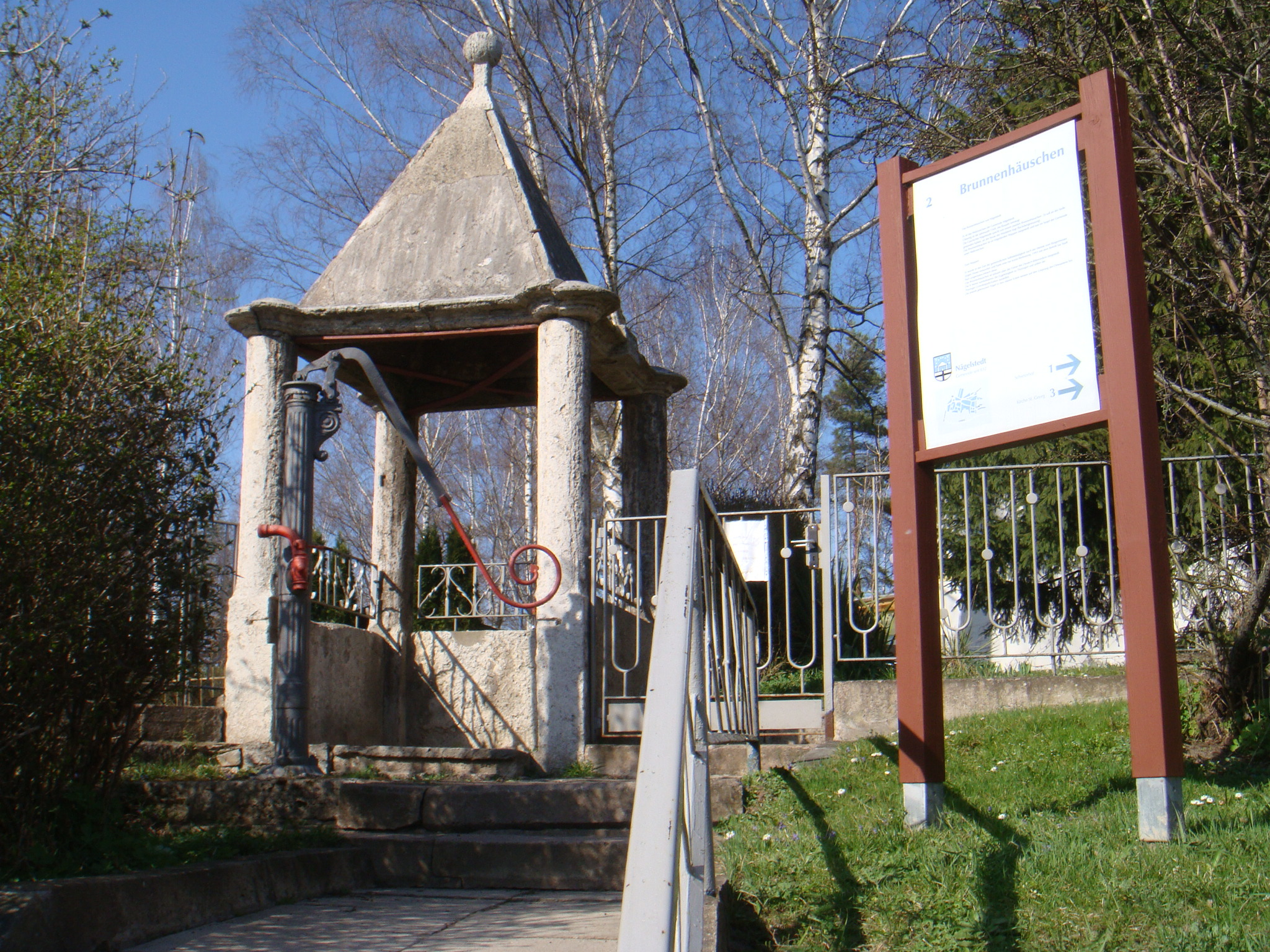
Brunnenhäuschen

## Verkehr
Der Haltepunkt Nägelstedt liegt an der Bahnstrecke Kühnhausen–Bad Langensalza.

## Persönlichkeiten

### Söhne und Töchter des Ortes
- Friedhelm Ehrlich (1950–1970), Todesopfer an der Berliner Mauer

### Personen, die mit dem Ort in Verbindung stehen
- Heinrich Moritz von Berlepsch (1736–1809), wurde 1755 Landkomtur zu Nägelstedt und von 1795 bis 1809 der letzte Landkomtur der Deutschordensballei Thüringen